# Sainiup
Sainiup is een bestuurslaag in het regentschap Timor Tengah Utara van de provincie Oost-Nusa Tenggara, Indonesië. Sainiup telt 872 inwoners (volkstelling 2010).